# 금 보석을 두른 오피르의 여왕

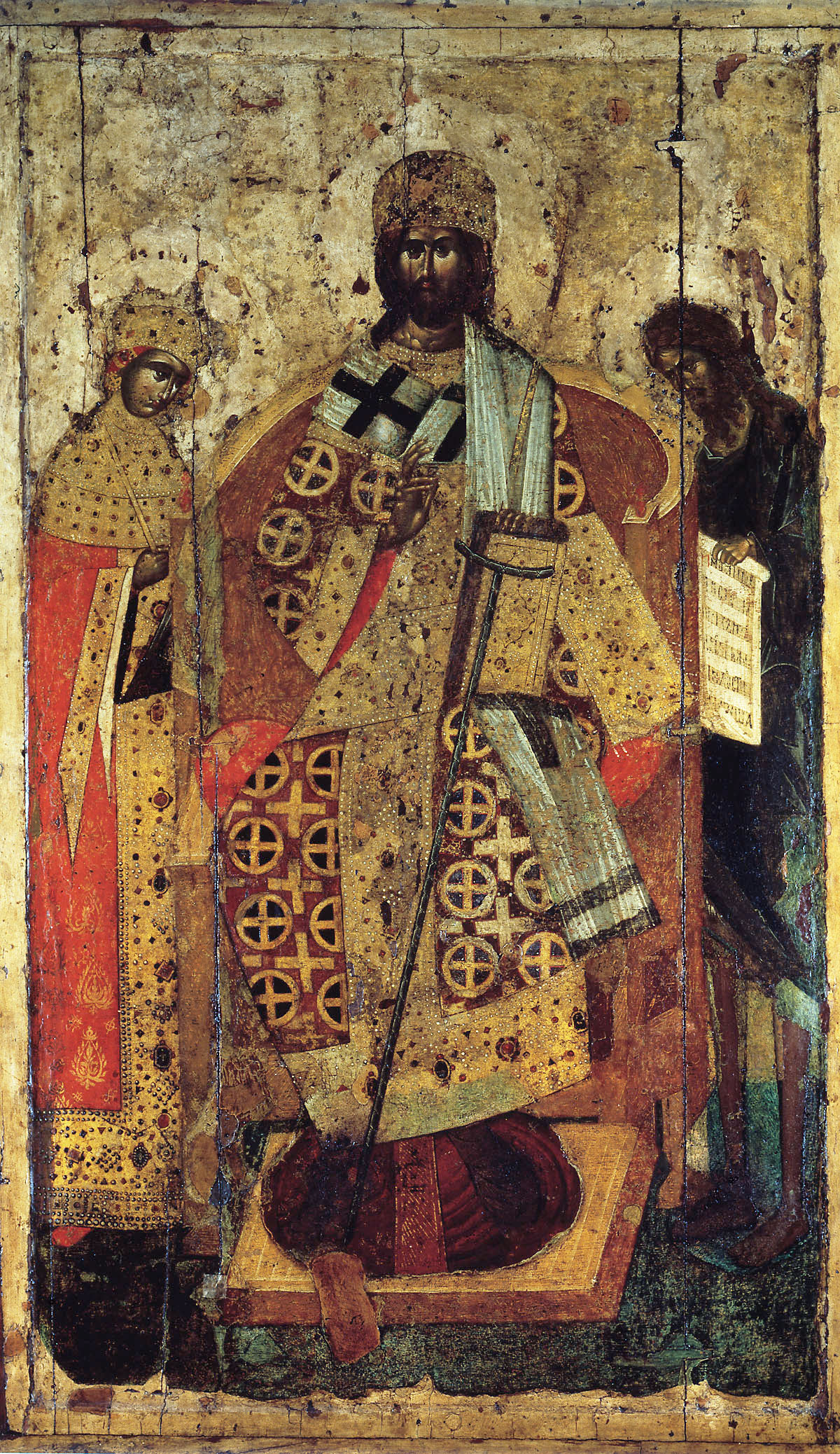
러시아 아이콘 "여왕은 오른손에 있다", 모스크바 도미션 대성당

금 보석을 두른 오피르의 여왕은 시편 45편에 등장하는 성경 속 인물이다. 그녀는 성모 마리아의 예언적 인물로 여겨진다. 새 천주교 성경 주석(NBC) 성경은 "모든 민족에게 확장되는 새롭고 확실한 계약"이라고 확언한다. 이 예배는 이 시편에서 영감을 받아 이 신비로운 결혼의 가장 인상적인 성취를 기념한다. 동정녀 마리아, 여왕이자 왕의 배우자, 그리고 그녀를 따라 그리스도를 배우자로 선택한 사람들인다.
야고보의 원시복음에 따르면, 마리아가 세 살이 되었을 때 부모가 그녀를 성전에 보냈을 때, 촛불을 둘씩 든 처녀 무리가 그녀를 목적지까지 동행했다고 한다. 그곳에서 사제가 그녀를 맞이하였고, 사제는 그녀에게 입을 맞추고 축복하며 외쳤다. "주께서 모든 세대 전에 당신의 이름을 높이셨으니, 세상 끝 날에 그분께서 이스라엘 자손에게 당신의 구원을 나타내실 것이기 때문이다." 그리하여 시편 44(45)편의 예언이 성취되었는데, 곧 신부가 다른 처녀들의 수행원들에 의해 왕에게 소개될 것이라는 예언이었다. 첫 번째 구절은 모든 인간의 아들들 중에서 가장 아름답고, 영원한 은혜와 축복으로 가득하며, 진실과 정의를 수호하는 영웅, 즉 예수 그리스도, 메시아이자 신의 아들에 대해 말한다. 10절은 이 처녀 여왕이 왕의 오른편에 있다고 말하고 있는데, 이는 큰 영예의 상징이다. 14절과 15절은 성 막시무스가 해석한 대로, 이전에 자신을 신으로 드러낸(7절) 이 왕의 딸이 금으로 수놓은 옷과 여러 가지 색깔의 옷을 입고 매우 아름다운 모습으로 그에게 자신을 바쳤다는 것을 말한다. 앞서(12절) 동정녀의 아름다움이 그녀의 아버지인 왕을 매료시켰다고 설명하는데, 이는 그녀의 옷의 아름다움과 사치가 그녀의 다양한 미덕의 다양한 색상과 그녀가 성장하는 동안 내내 장식된 모든 자질의 금과 같은 귀중한 가치를 나타낸다는 것을 보여준다.

## 동정녀 마리아로서의 해석
가톨릭에서는 시편 45편의 후반부가 성모 마리아에 관한 내용이라고 여긴다. 그녀는 “오피르의 황금 여왕”이다(9절). 왕이 그녀의 아름다움을 그토록 탐낸 이유는 그녀의 외모가 아니라 그녀의 마음이었다(13절). 그리고 교회는 그것을 동반하고(14절) 그것을 경배하는(12절) 처녀들에 의해 상징된다. 이를 이해하려면 먼저 구약성서 에서 여왕의 위치를 이해해야 한다. 여왕은 왕의 아내가 아니라, 그의 어머니였다. 왕은 아내가 많았지만 어머니는 한 명뿐이었다. 정교회 역시 가톨릭교회와 동일한 해석을 공유한다.